# Kirchbrak
Kirchbrak er en kommune i Landkreis Holzminden i den tyske delstat Niedersachsen, med 1051 indbyggere (2012), og en del af amtet Bodenwerder-Polle.

## Geografi
Kommunen ligger ved randen af Voglerbjergene, midt i Weserbergland. Kirchbrak ligger ved floden Lenne.

### Nabokommuner
Kirchbrak grænser mod nord til Halle, mod øst til Dielmissen, Lüerdissen og byen Eschershausen, mod syd til Holenberg og Golmbach og mod vest til byen Bodenwerder.

### Inddeling
I kommunen Kirchbrak ligger ud over Kirchbrak, følgende landsbyer og bebyggelser: Westerbrak, Osterbrak, Breitenkamp og Heinrichshagen.